# Роска
Роска (ісп. rosca, «кільце» або «бублик») — іспанський та португальський хлібобулочний виріб на кшталт бейглу, який їдять у Мексиці, Південній Америці та інших регіонах. Його готують з борошна, солі, цукру, олії, дріжджів, води та приправ. Також називають ka'ake (ймовірно, від coca) і «крекерним кільцем по-сирійськи». Виріб може як солодкий, так і несолодкий. Наприклад, в Уругваї готують rosca de chicharrones - роску з чичарроном.

## Роскас де Реєс
Роскас де Реєс («кільце королів» або «хліб трьох королів») є відомою святковою варіацією роски. Пиріг їдять в «Ель-Діа-де-лос-Реєс» («День королів»), який є частиною святкування на честь трьох королів, які відвідали немовля Ісуса, щоб вручити йому дари (зазвичай це золото, мирра та пахощі).
Сам пиріг або кекс є збільшеною солодкою версією пирога волхвів, прикрашену карамелізованими фруктами. Залежно від рецепту використовуються родзинки, молоко, аніс, кориця, ваніль та різнокольорові льодяники..
Усередині пирога можна сховати одну або кілька пластикових мініатюрних фігурок немовляти Ісуса. Людина, яка його знаходить, вважається щасливим володарем призу (яким би він не був).

## Галерея

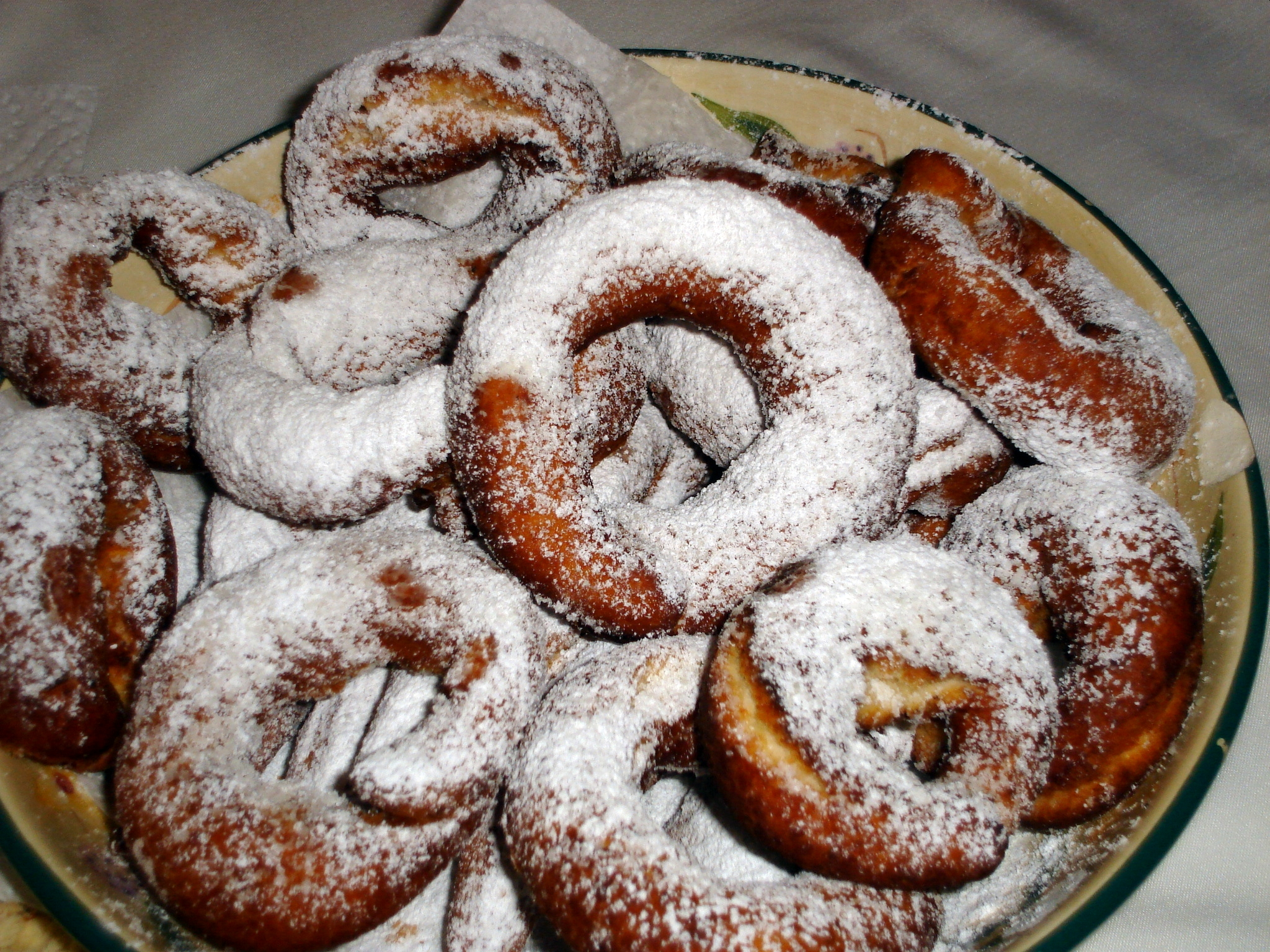
Чилійський роскас
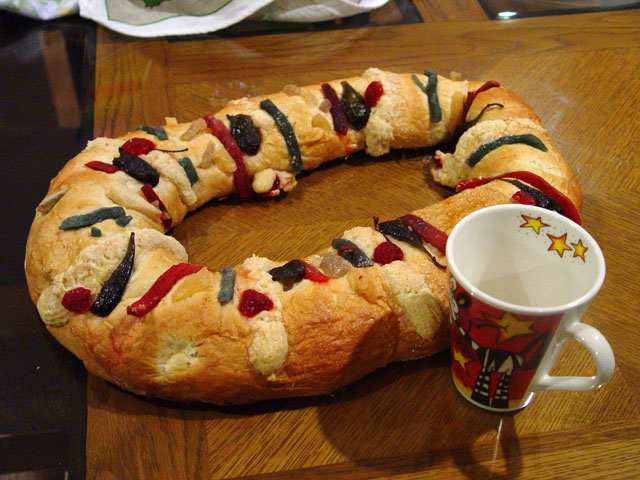
Мексиканський Роскас де реєс
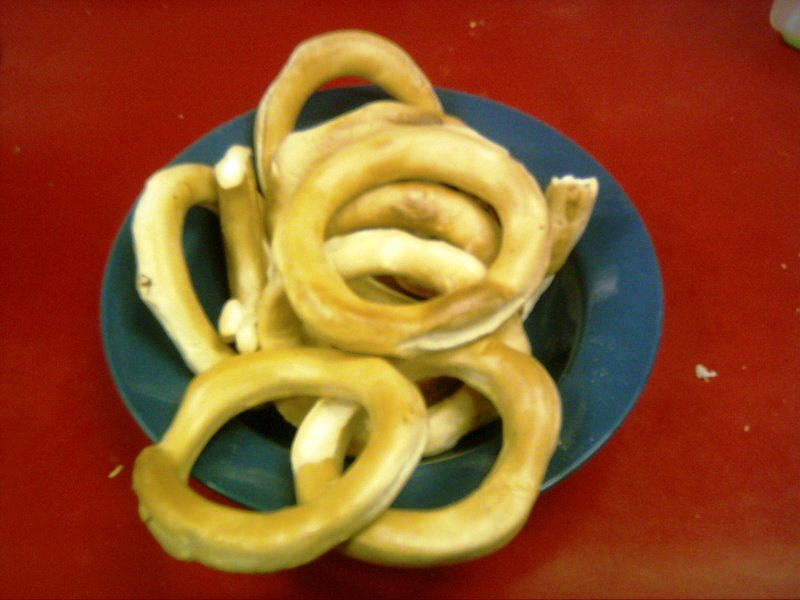
Роскас з Чончі (Чилі)
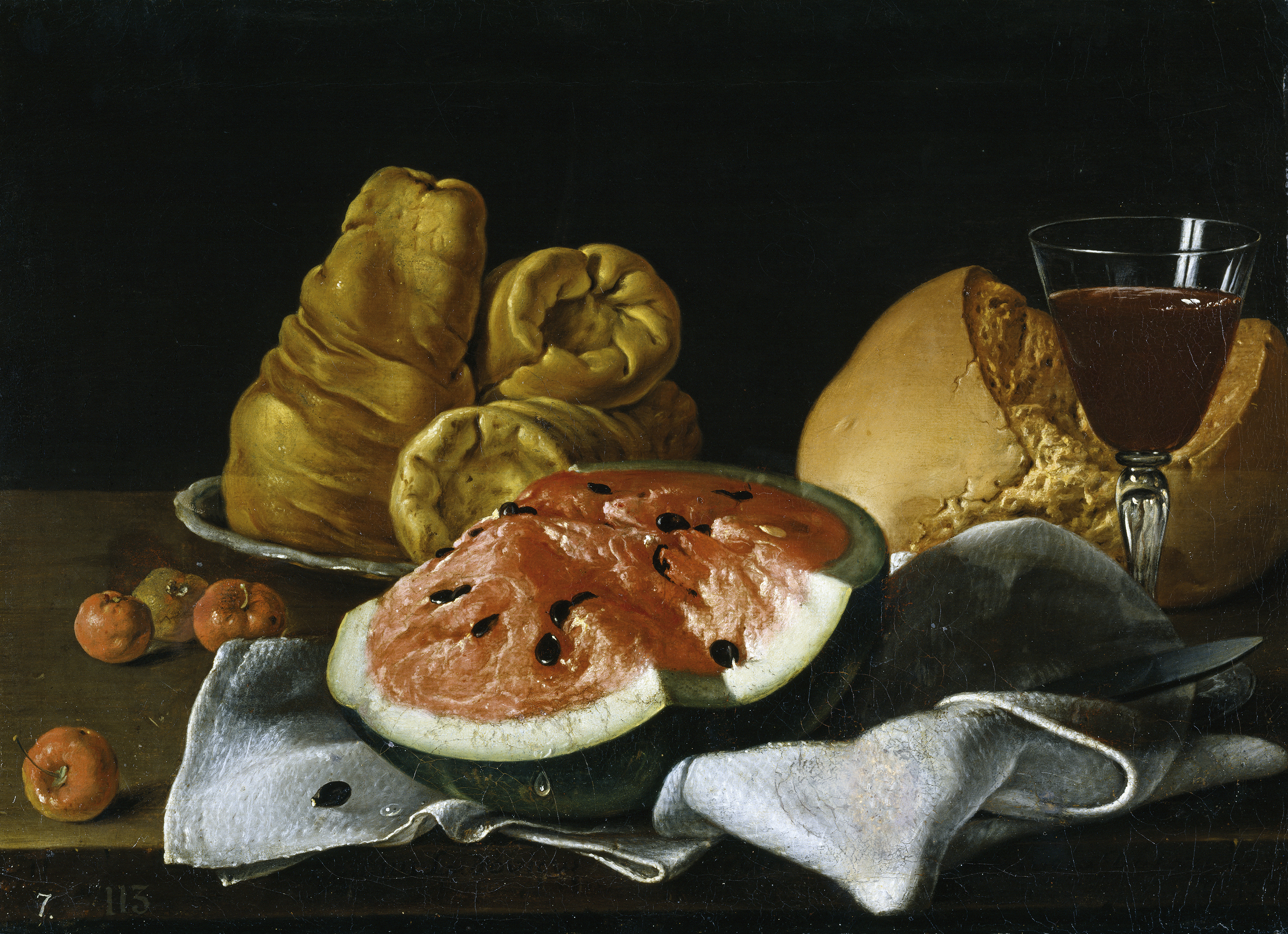
Роска на картині Луїса Мелендеса, 1770